# マリリン・ストラザーン
マリリン・ストラザーン (Dame Ann Marilyn Strathern, 1941年3月6日 - ) は、イギリスの哲学者・人類学者。パプアニューギニアのマウントハーゲン族を中心に研究し、イギリスにおける生殖技術の問題を扱ってきた。 1993年から2008年までケンブリッジ大学のウィリアム・ワイズ教授（社会人類学）、1998年から2008年までケンブリッジ大学ギルトン・カレッジの教員を務めた。

## 生い立ち
マリリン・ストラザーンは1941年3月6日、北ウェールズでエリック・エヴァンスとジョイス・エヴァンスの間に生まれた。 最初の正式な教育はクロフトン・レーン小学校で、その後ブロムリー高校に入学した。ストラザーンは学業に秀でており、教師であった母親の支援と指導のおかげもあった。 学校卒業後、考古学と人類学を学ぶためにギルトン・カレッジに入学。その後、彼女はそこで研究生となり、1968年に博士号を取得した。 1964年に仲間の人類学者アンドリュー・ストラザーン(Andrew Strathern)と結婚し、結婚生活を終える前に3人の子供をもうけた。

## 経歴
ストラザーンは、そのキャリアの中で数々の役職を歴任してきたが、そのすべてがパプアニューギニアの人々との仕事とフェミニスト人類学の専門知識に関係していた。彼女のキャリアは1970年にオーストラリア国立大学のニューギニア研究ユニットの研究員としてスタートし、1976年から1983年までの間はガートン・カレッジ、1984年から1985年まではトリニティ・カレッジで講師を務め、時折、アメリカのカリフォルニア大学バークレー校、ヨーロッパ、オーストラリアでゲスト講義を行った。
1985年にケンブリッジを離れ、マンチェスター大学の社会人類学の教授となる。その後、1993年に最後にケンブリッジに戻り、2008 年に引退するまでWilliam Wyse社会人類学教授の職に就いた。この間、1998年から2009年10月までは、ギルトン・カレッジの教員も務めた。 ストラザーンは、ナフィールド生命倫理評議会の共同メンバーであると同時に、2000年から2006年、2010年から2011年まで「人体：医学と研究のための寄付」に関するワーキング・パーティーの議長を務めた。

## パプアニューギニアでのフィールドワーク
1972年に発表された博士論文「Women in Between」から最近の出版物に至るまで、ストラザーンはジェンダーの「規範」の定義と社会的構成に常に挑戦している。彼女の著書『Self-Interest and the Social Good: Some Implications of Hagen Gender Imagery』(1981)においてストラザーンは、「ジェンダーイメージは「集団的な」利益と「個人的な」利益が異なる秩序であるように見せかける象徴的なメカニズムである」と指摘している。彼女はまた、ジェンダー「平等」とは何かという問題を表面化させ、西洋世界の定義が実際に正しいのか、あるいは家父長的支配の感覚がまだあるのかどうかを問いかけている。
パプアニューギニアの社会などの分野を研究する際にこのようなアプローチを取ることで、ストラザーンはメラネシアとイギリスの両方で生殖技術、知的財産、ジェンダーなどのトピックについての思考の境界線を押し広げることができました。
ストラザーンはパプアニューギニアのハーゲンの間で多くの時間を過ごしてきた 。 ここから彼女は、世界は存在論的に複数であるという、彼女の作品全体で発生する主要なテーマの一つを展開してきた。世界は識別可能な部分から構成されているが、これらの部分は互いに分離しているわけではない。彼女は社会を具体的に扱うのではなく、むしろ社会的に構築された複数の現実に注目しており、それらは互いに依存しながら存在している。

## 生殖技術
1990年代のストラザーンの研究は、体外受精などの新しい生殖技術を扱う人類学の新しい分野の基礎となった。1992年に出版された2冊の著書『After Nature: English Kinship in the Late 20th Century』と『Reproducing the Future: Essays on Anthropology, Kinship and the New Reproductive Technologies』においてストラザーンは、自然と文化の既存のモデルが、生殖を達成するための技術の明示的な使用によって変容したと主張した。共著の研究『Technologies of Procreation: Kinship in the Age of Assisted Conception』では、「アッシステッドの時代のキンシップ」と題して、自然と文化の既存モデルが、生殖を達成するためのテクノロジーの明示的な使用によって変容したと主張している。彼女と彼女の同僚たちは、新しい生殖技術の拡大の結果として、親族関係と子孫の新しい定義が現れるだろうと提案した。これらの研究は、その後、新しい親族関係研究として知られるようになった。

## 主な出版物
ストラザーンは、44の単著の雑誌記事、57の本の章、15冊以上の単著または他の著者との共著を含む多数の出版物の著者である。メラネシア文化に関するストラザーンの出版物は、ジェンダー関係、法律人類学、フェミニズム研究に焦点を当てているが、イギリス文化に関する彼女の出版物は、親族関係、監査文化、生殖技術、遺伝子技術に傾いている。 2011年のアメリカ人類学協会のインタビューによると、彼女が最も楽しんで執筆した本は、1991年に書かれた『Partial Connections』である。しかし、彼女の最も有名な本は、1988年に出版された『The Gender of Gift』である。
『The Gender of Gift』では、彼女は新しい方法でフェミニストのアプローチを用いて、パプアの女性は搾取されているのではなく、むしろ定義が異なっていると主張している。ジェンダーはイギリスとは定義が違うと彼女は指摘している。ストラザーンはまた、理論がそれ自身を支配しているという事実を表面化させ、彼女は人類学者として、それらから自分自身を切り離すことができないことを知っているが、彼女は状況の分析よりも「物語性」を提供していると述べている。

### その他の著作物
- Self-Decoration in Mount Hagen (1971)
- Women in Between (1972)
- No Money on Our Skins: Hagen Migrants in Port Moresby (1975) ISBN 0-85818-027-8
- (ed. with C. MacCormack) Nature, Culture and Gender (1980) ISBN 978-0-521-28001-3
- Kinship at the Core: an Anthropology of Elmdon, Essex (1981) ISBN 0-521-23360-7
- The Gender of the Gift: Problems with Women and Problems with Society in Melanesia (1988) ISBN 0-520-07202-2
- Partial connections. Savage, Maryland: Rowman and Littlefield (1991). Re-issued by AltaMira Press, Walnut Creek, CA. (2004)
- After Nature: English Kinship in the Late Twentieth Century (1992) ISBN 978-0-521-42680-0
- Reproducing the Future: Essays on Anthropology, Kinship and the New Reproductive Technologies (1992) ISBN 978-0-719-03674-3
- (with Jeanette Edwards, Sarah Franklin, Eric Hirsch and Frances Price) Technologies of Procreation: Kinship in the Age of Assisted Conception(1993) ISBN 9780415170567
- Property, substance and effect. Anthropological essays on persons and things. London: Athlone Press (1999) Collected essays, 1992-98 ISBN 0-485-12149-2
- Commons and borderlands: working papers on interdisciplinarity, accountability and the flow of knowledge (2004) ISBN 0-9545572-2-0
- (ed. with Eric Hirsch) Transactions and creations: property debates and the stimulus of Melanesia (2004), Oxford: Berghahn.
- (ed) Audit Cultures. Anthropological studies in accountability, ethics and the academy. (2000) London: Routledge.
- Kinship, law and the unexpected: Relatives are always a surprise. Cambridge: Cambridge University Press (2005) ISBN 0-521-61509-7
- Relations: An Anthropological Account. Durham: Duke University Press (2020) ISBN 978-1-4780-0835-4

## 栄誉
1987年には英国アカデミー(FBA)のフェローに選出された。
- Foreign Honorary Member, American Academy of Arts & Sciences (1996)[3]
- Dame Commander of the Order of the British Empire for services to Social Anthropology (2001)[3]
- Rivers Memorial Medal, Royal Anthropologist Inst. (1976)[3]
- Viking Fund Medal, Wenner-Gren Foundation for Anthropological Research (2003) (last awarded in 1972.)
- Huxley Medal (2004)[3]
- 30th Anniversary Independence Medal, Papua New Guinea (2005)[3]

2000年、ダフネ・トッドはケンブリッジのギルトン・カレッジからマリリン・ストラザーンの肖像画を依頼された。別々のパネルに2つの頭部を持つマリリンを描いたこの作品により、トッドは2001年に肖像画家協会の肖像画部門でオンダージュ賞を受賞した。2004年トーマス・ハックスリー記念賞、2018年バルザン賞受賞。

### 名誉学位
- Honorary Degree Sc. Edinburgh (1993)
- Honorary Degree Sc. Copenhagen (1994)
- Honorary Degree Lit, Oxford (2004)
- Honorary Degree Pol., Helsinki (2006)
- Honorary Degree, Panteion University, Athens (2006)
- Honorary Degree Sc., Durham (2007)
- Honorary Degree Philosophy, University Papua New Guinea (2009)
- Honorary Degree Social Sciences, Belfast (2009)
- Honorary Doctorate, Australian National University (2015)